# Hagmoos
Hagmoos ist ein Gemeindeteil der Stadt Marktoberdorf im Landkreis Ostallgäu im bayerischen Regierungsbezirk Schwaben.

## Geographie
Der Weiler liegt östlich des Hauptortes Marktoberdorf. Westlich des Ortes verläuft die B 472, nordöstlich erstreckt sich der Bischofsee.

## Bauwerke

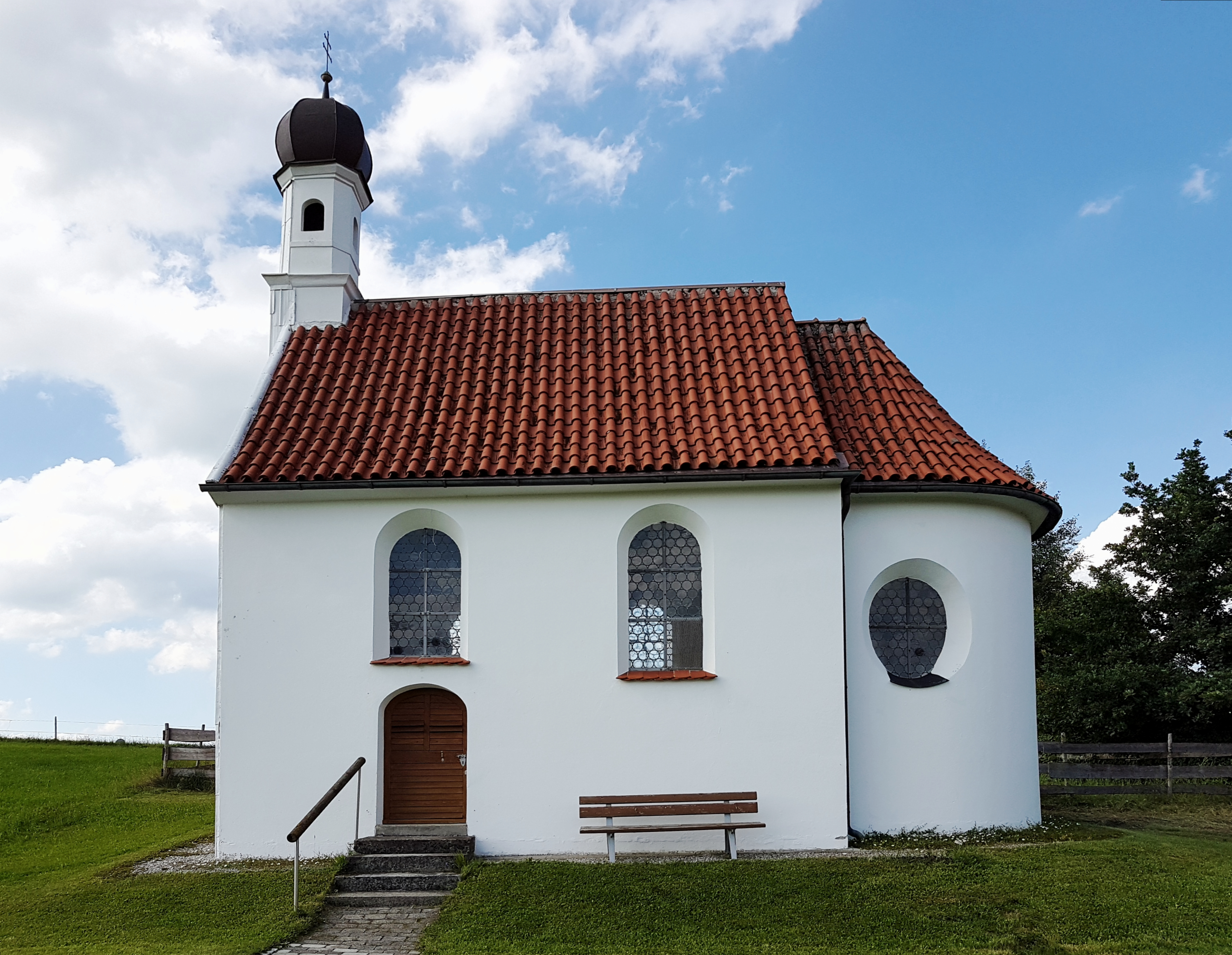
Marienkapelle (2018)

In der Liste der Baudenkmäler in Marktoberdorf ist für Hagmoos ein Baudenkmal aufgeführt:
- Die 1762 erbaute katholische Marienkapelle ist ein Satteldachbau mit Rundbogenfenstern. Der oktogonale Dachreiter trägt eine Zwiebelhaube.